# Sveriges generalkonsulat i Chicago
Sveriges generalkonsulat i Chicago var Sveriges diplomatiska beskickning i Chicago mellan 1943 och 1993. Generalkonsulatet hade sitt ursprung i det honorära vicekonsulat som öppnade 1852, som upphöjdes till honorärt konsulat 1908, till konsulat 1913 till sist generalkonsulat 1943. Generalkonsulatets uppgifter var att främja Sveriges intressen och att tjäna och skydda svenskar i Chicago och olika delstater i Mellanvästra USA. Konsulatet hörde, jämte de i Minneapolis, New York, San Francisco, Montreal och Houston, till de så kallade arvskonsulaten på grund av den stora mängden arvsmål som konsulatet hade hand om.
Generalkonsulatets distrikt omfattade initialt förutom staden Chicago av delstaterna Illinois, Wisconsin, Michigan, Ohio, Indiana, Missouri och Arkansas men utökades i takt med att de svenska generalkonsulaten i Houston och Minneapolis stängde. Generalkonsulatet i Chicago stängde 1993 och från samma år verkar ett svenskt honorärt generalkonsulat i Chicago med en honorär konsul som chef.

## Historia

### Vicekonsulat
Redan år 1854 hade den skandinaviska befolkningen i Chicago och dess omgivningar vuxit sig så stor att det krävdes etablering av en svensk-norsk vicekonsulat i området. Den första förordnade till denna post var Polycarpus von Schneidau, efterträdd år 1856 av hans nära medarbetare, pastor Gustaf Unonius från S:t Ansgarius-församlingen. När pastor Unonius återvände till Sverige år 1858, övertog Charles J. Sundell rollen som vicekonsul fram till 1861, då Oscar Malmborg tog över. Malmborgs mandatperiod var emellertid kort eftersom han snart efter sin utnämning kallades att tjänstgöra i inbördeskriget. Därefter övervakades ämbetet av Gerhard Larson fram till 1863. P. L. Hawkinson efterträdde Larson under de följande sju åren. Peter Svanöe, en norrman, efterträdde honom fram till 1893, då John R. Lindgren förordnades. När unionen mellan Sverige och Norge upplöstes 1905 fortsatte Lindgren att agera som vicekonsul för Norge tills Fredrik Herman Gade utsågs av den norska regeringen.

### Konsulat
Vicekonsulatet omvandlades till konsulat genom beslut den 28 augusti 1908 med distrikt omfattande delstaterna Illinois, Wisconsin, Michigan, Ohio, Indiana, Missouri och Arkansas. Efter svenska regeringens åtgärd att upphöja vicekonsulatet till konsulat så kom konsulatet därigenom att stå i direkt förbindelse med svenske ministern i Washington. Vicekonsulaten i sju delstater i mellanvästern kom hädanefter direkt rapportera till konsul Lindgren istället för till konsul Johnson i New York.
Upphöjningen till konsulat skedde i december 1908, med Lindgren utnämnd till konsul till januari 1914. I februari 1909 utnämndes Henry S. Henschen till vicekonsul för Sverige, tillförordnad rollen som tillförordnad konsul i maj 1909 på grund av Lindgrens sjukdom, och tjänstgjorde till januari 1914. Före 1914 hade det inom den svenska regeringen förts diskussioner om att utse en lönad konsul med svenskt medborgarskap. Särskilt hade det beaktats att Chicago betraktades som centrum för de områden i inlandet av USA där svensk landsmän i störst antal hade bosatt sig. Det hade också noterats den stora betydelsen som ett betalt svenskt konsulat skulle ha med tanke på den mångfald av rättsliga frågor som uppstår till följd av utvandringen. När greve Albert Ehrensvärd, som en kort tid tjänstgjort som svensk minister i Washington, D.C., blev utrikesminister i Stockholm, förespråkade han starkt inrättandet av ett lönat konsulat i Chicago. Denna plan godkändes av den svenska riksdagen våren 1913. Den förste konsuln under denna beteckning var Carl Gösta Puke, som tillträdde i januari 1914, vilket markerade avslutandet av Lindgrens och Henschens mandatperioder. År 1914 utnämndes G. Bernhard Anderson till en lönad vicekonsul för att arbeta vid sidan av konsul Puke.
I konseljen den 10 december 1915 beviljade Kunglig Majestät Carl Gösta Puke avsked från och med den 1 januari 1916 på grund av sjukdom, med rätt för Puke att såsom konsul i disponilitet kvarstå. Samtidigt utnämnde och förordnade Kunglig Majestät konsuln i Montreal Gylfe Anderberg till konsul i Chicago från 1 januari 1916.

### Generalkonsulat
1943 upphöjdes Chicago till generalkonsulat.

#### Nedstängning
I slutet av 1992 planerades flera svenska ambassader och konsulat att stängas som en del av kraftiga budgetnedskärningar, med ett tillkännagivande den 11 januari 1993. Generalkonsulatet i Chicago, med tre anställda, stängde, vilket lämnade endast New York och Los Angeles med Svenska generalkonsulat i USA. Denna flytt var ett resultat av UD:s behov av att spara 100 miljoner kronor under budgetåret 1993/94.
En riksdagsledamot från Folkpartiet liberalerna lämnade in en motion där man föreslog att Sverige skulle behålla en officiell representation i Illinois, specifikt i Chicago, trots förslaget om att dra in sju generalkonsulat för att spara pengar. Argumenten för att behålla representationen var att Illinois hade en stor svensk-amerikansk population med historisk betydelse för svensk emigration och kultur. Förslaget tog även upp planerna för att fira 150-årsjubileet av den stora svenska emigrationen år 1996 och betonade vikten av att upprätthålla starka kontakter över Atlanten inför och under dessa evenemang. Trots att en heltidsbemannad generalkonsulat inte ansågs vara nödvändig, betonades vikten av att ha en person med starkt intresse och tillräckliga resurser för att fungera som en viktig länk mellan Sverige och Illinois. Motionen uppmanade också regeringen att planera en fortsatt närvaro i Chicago innan några beslut om nedläggning av generalkonsulatet fattades.
Generalkonsulatet ersatte av ett honorärt generalkonsulat den 1 juli 1993.

### Honorärt generalkonsulat
År 1993 tog Sverige beslutet att utse honorära generalkonsuler för att sköta konsulatärenden snarare än diplomater. Thomas R. Bolling valdes till Illinois och återutnämndes därefter två gånger. Vid tidpunkten för sin första utnämning hade han redan tjänstgjort i olika roller, bland annat som ordförande för Mid America Swedish America Trade Association i Chicago, för närvarande erkänd som Svenska handelskammaren-Chicago (SACC). Dessutom spelade han en avgörande roll som grundare av Svensk-amerikanska handelskammaren (SACC-USA) och fungerade som styrelseledamot för Swedish Council of America. Sedan 2019 är verkställande direktören för Swedish American Museum, Karin Moen Abercrombie, Sveriges honorärkonsul i Chicago.

## Arbetsuppgifter
En av de viktigaste uppgifterna för den svenska generalkonsuln i Chicago var att hålla god kontakt med svenskarna i miljonstaden Chicago som hyste fler svenskar än någon annan stad i världen förutom Stockholm och Göteborg. Konsulatet hörde, jämte de i Minneapolis, New York, San Francisco, Montreal och Houston, till de så kallade arvskonsulaten på grund av den stora mängden arvsmål som konsulatet hade hand om.
Arbetet vid konsulatet i Chicago bestod fram till 1940-talet så gott som uteslutande i handläggning av arvsmål. Arbetet på spridande av kännedom om Sverige och svensk kultur, andlig som materiell, kom intill hösten 1940 att spela en underordnad roll och var beroende av vederbörande konsulatchefs personliga initiativ och arbetsbörda.

## Konsulärt distrikt
När det olönade konsulatet öppnade i Chicago 1908 omfattade konsulatets distrikt delstaterna Illinois, Wisconsin, Michigan, Ohio, Indiana, Missouri och Arkansas. Från åtminstone 1969 till 1975, omfattade distriktet, förutom staden Chicago, delstaterna Illinois, Colorado, Indiana, Iowa, Kansas, Michigan, Missouri, Nebraska, Ohio och Wyoming. År 1976 tog man över ansvaret för delstaterna Arkansas, Kentucky, Oklahoma och Tennessee från Sveriges generalkonsulat i Houston som nu stod vakant. Samtidigt övertogs delstaterna Colorado och Wyoming av Sveriges generalkonsulat i Minneapolis. Detta läge förhöll sig till år 1978. År 1979 återgick delstaterna Arkansas och Oklahoma till generalkonsulatet i Houston. År 1982 stängdes generalkonsulatet i Houston och från 1983 hade nu generalkonsulatet i Chicago även ansvaret för delstaterna Oklahoma och Texas. År 1989 stängdes generalkonsulatet i Minneapolis och från 1990 hade nu generalkonsulatet i Chicago även ansvaret för delstaterna Minnesota, North Dakota, South Dakota och Wisconsin fram tills generalkonsulatet i Chicago stängde 1993. Från 1994 övertog Sveriges generalkonsulat i New York samtliga delstater som generalkonsulatet i Chicago tidigare ansvarat för.

## Byggnader

### Kansli
Från åtminstone 1916 var konsulatet beläget på adressen 108 South Lasalle Street i området Loop i Chicago. Här kvarstannade man till 1923. Från och med 1 maj 1923 var adressen 1317 North State Street. Här kvarstannade man till 1926. År 1927 flyttade konsulatet till 52 East Cedar Street i vad som senare blev Gold Coast Historic District. Här kvarstannade man till 1931. År 1932 flyttade konsulatet ett par gator bort till 44 East Bellevue Place i Gold Coast Historic District. Här kvarstannade man till 1944.
År 1945 flyttade generalkonsulatet in i skyskrapan 333 North Michigan på 333 North Michigan Avenue i området Loop i Chicago. På denna adress kvarstannade generalkonsulatet i över 40 år. År 1965 huserade man i Suite 2121 och från 1966 till 1986 i Suite 2301. År 1987 flyttade generalkonsulatet till den nybyggda Crain Communications Building på 150 North Michigan Avenue, Suite 1250, i centrala Chicago. Här förblev generalkonsulatet kvar tills det stängde 1993. Det honorära konsulatet som öppnade istället har verkat på samma adress fram till februari 2024 då man flyttade till 5211 North Clark Street och Swedish American Museum i Andersonville Commercial Historic District.

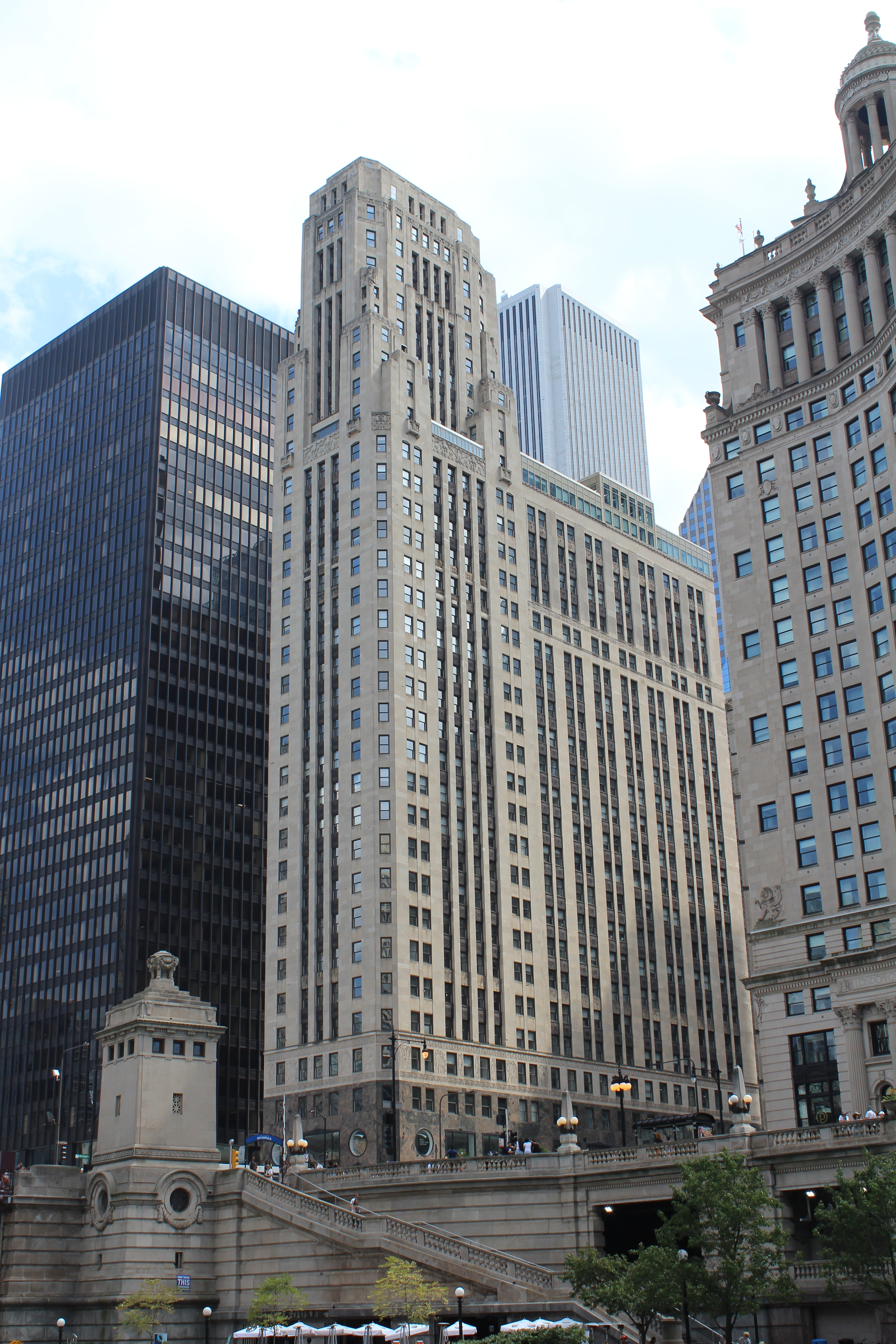
333 North Michigan Avenue (1945–1986)
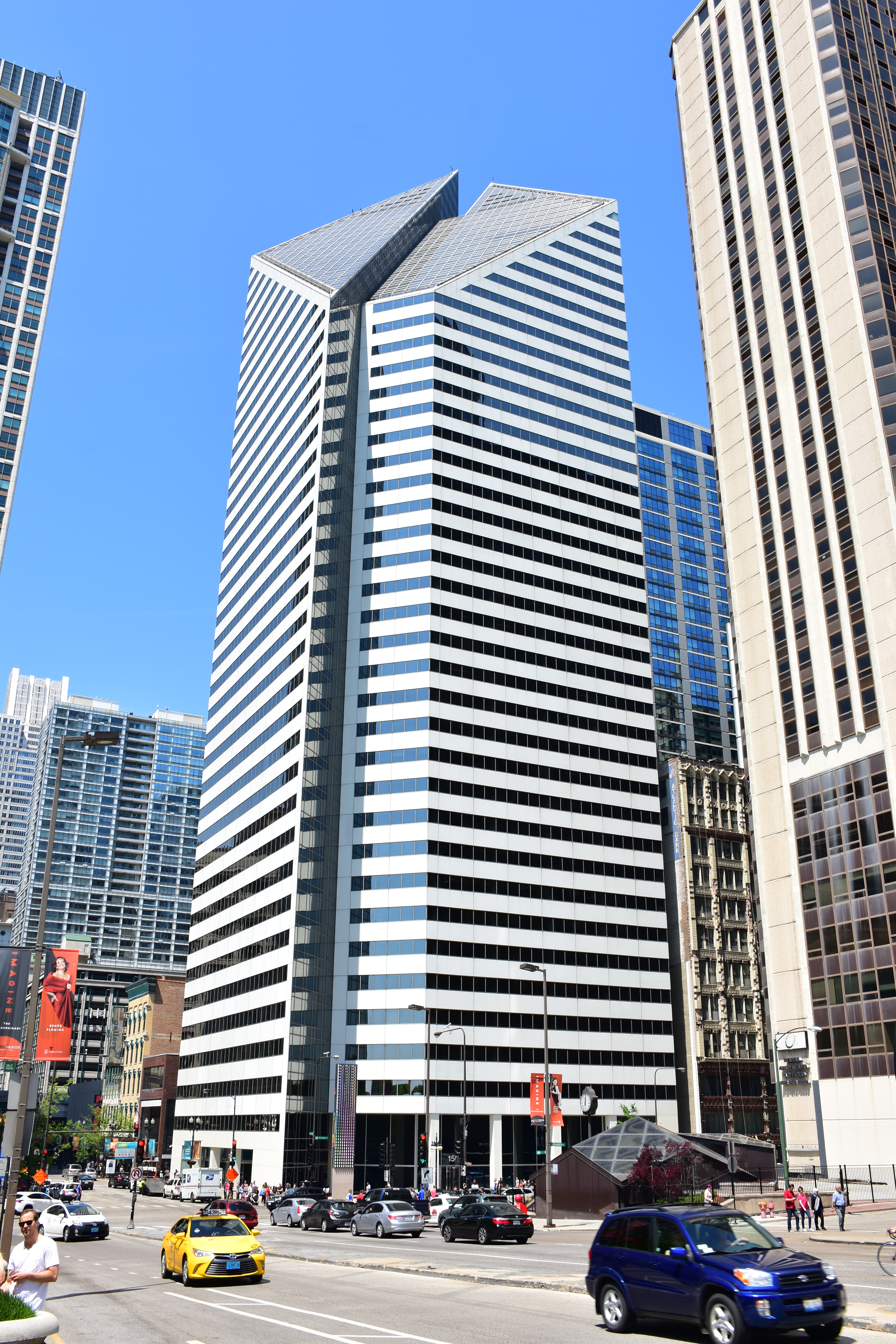
Crain Communications Building, 150 North Michigan Avenue (1986–1993; 1993–2024)
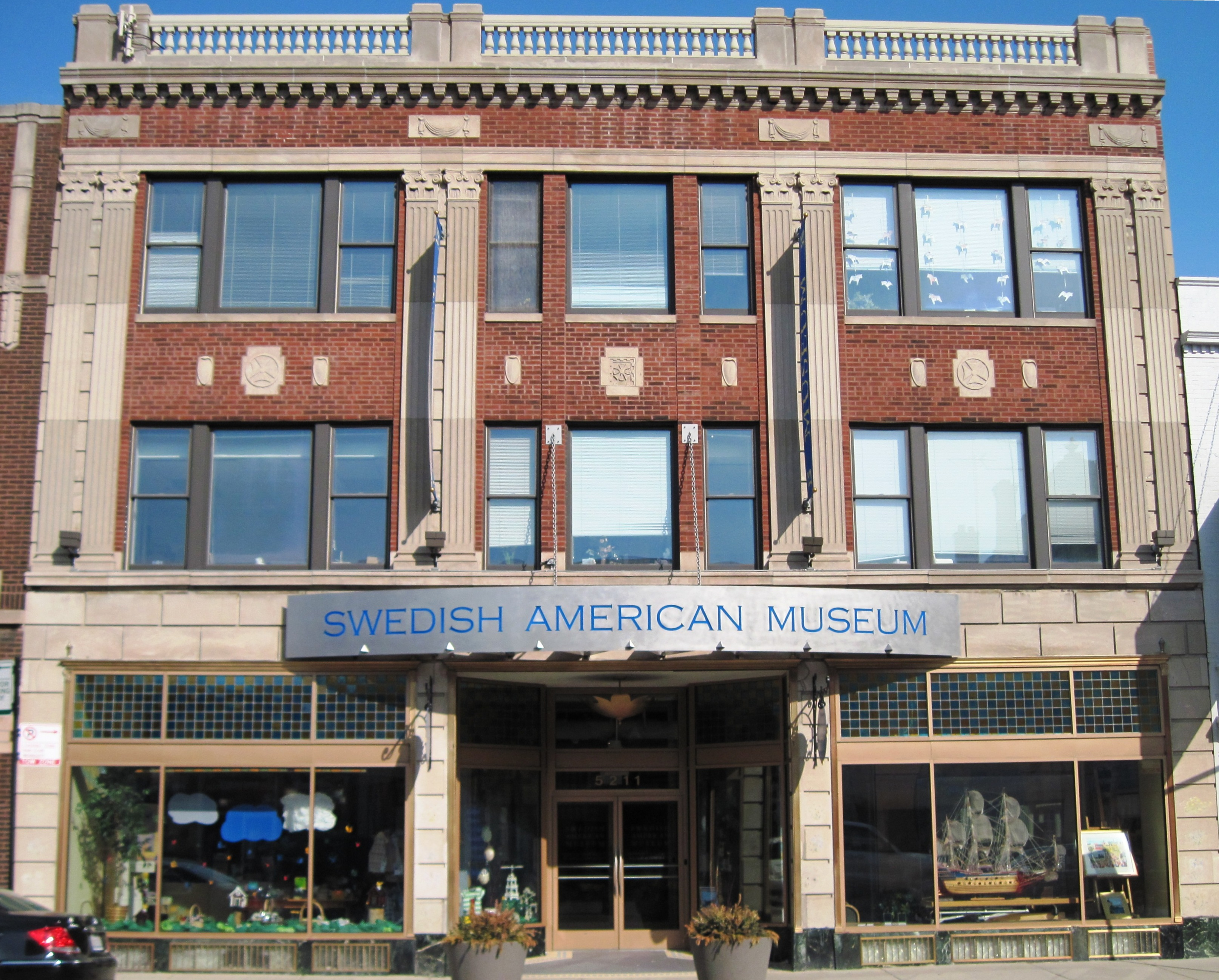
Swedish American Museum, 5211 North Clark Street (2014–idag)

### Residens
Från åtminstone 1964 till 1965 var generalkonsulns bostad belägen på adressen Apartment 7 D, 3240 North Lake Shore Drive i området Lake View East. Från 1966 till åtminstone 1968 var bostaden belägen på adressen Apartment 7 E, 199 East Lake Shore Drive, i området East Lake Shore Drive District med utsikt över Michigansjön.

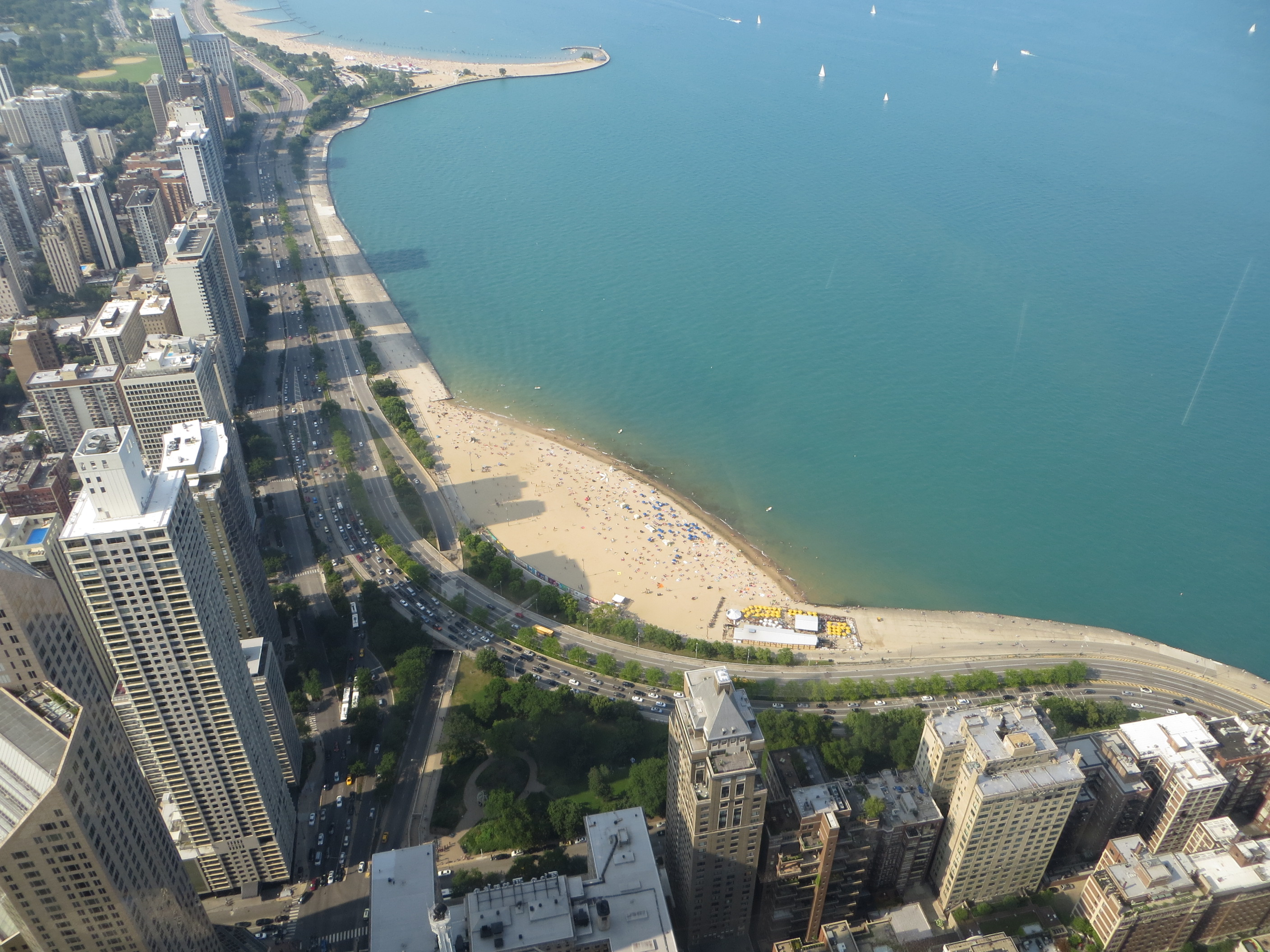
199 East Lake Shore Drive, till vänster om den gula byggnaden nere på bilden.

## Beskickningschefer
| Namn                                          | Period                            | Titel                             | Noter                             | Ref                               |
| Honorärt vicekonsulat (1852–1908)             | Honorärt vicekonsulat (1852–1908) | Honorärt vicekonsulat (1852–1908) | Honorärt vicekonsulat (1852–1908) | Honorärt vicekonsulat (1852–1908) |
| --------------------------------------------- | --------------------------------- | --------------------------------- | --------------------------------- | --------------------------------- |
| Polycarpus von Schneidau                      | 1852–1856                         | Honorär vicekonsul                |                                   | [ 38 ] [ 1 ]                      |
| Gustaf Unonius                                | 1856–1858                         | Honorär vicekonsul                |                                   | [ 1 ]                             |
| Charles J. Sundell                            | 1858–1861                         | Honorär vicekonsul                |                                   | [ 1 ]                             |
| Oscar Malmborg                                | 1861–1861                         | Honorär vicekonsul                |                                   | [ 1 ]                             |
| Gerhard Larson                                | 1861–1863                         | Honorär vicekonsul                |                                   | [ 1 ]                             |
| P. L. Hawkinson                               | 1863–1870                         | Honorär vicekonsul                |                                   | [ 1 ]                             |
| Peter Svanöe                                  | 1871–1893                         | Honorär vicekonsul                |                                   | [ 39 ]                            |
| –                                             | 1894–1894                         | –                                 | Vakant                            | [ 40 ]                            |
| John R. Lindgren                              | 1894–1908                         | Honorär vicekonsul                |                                   | [ 41 ]                            |
| Honorärt konsulat (1908–1913)                 |                                   |                                   |                                   |                                   |
| John R. Lindgren                              | 28 augusti 1908 – 1913            | Honorär konsul/konsul             |                                   | [ 2 ]                             |
| Henry Samuel Henschen                         | maj 1909 – januari 1914           | Stf konsul                        |                                   | [ 1 ]                             |
| Konsulat (1913–1943)                          |                                   |                                   |                                   |                                   |
| Carl Gösta Puke                               | 31 december 1913 – 1 januari 1916 | Konsul                            |                                   | [ 2 ] [ 5 ]                       |
| Gylfe Anderberg                               | 1 januari 1916 – februari 1917    | Konsul                            |                                   | [ 5 ] [ 42 ]                      |
| Einar Ekstrand                                | 1917–1917                         | Stf konsul                        |                                   | [ 42 ]                            |
| Sigurd Theodor Goës                           | 21 december 1917 – 1921           | Konsul                            |                                   | [ 43 ]                            |
| Carl Otto David Von Dardel                    | 1921–1929                         | Konsul                            |                                   | [ 44 ]                            |
| Constans Lundquist                            | 1929–1936                         | Konsul                            |                                   | [ 45 ]                            |
| Gösta Oldenburg                               | 1936–1943                         | Konsul                            |                                   | [ 46 ]                            |
| Generalkonsulat (1943–1993)                   |                                   |                                   |                                   |                                   |
| Gösta Oldenburg                               | 1943–1944                         | Stf generalkonsul                 |                                   | [ 29 ]                            |
| Gösta Oldenburg                               | 1944–1959                         | Generalkonsul                     |                                   | [ 47 ]                            |
| Torsten Brandel                               | 1948–1951                         | Stf generalkonsul                 |                                   | [ 48 ]                            |
| Bo Järnstedt                                  | 1959–1962                         | Stf generalkonsul                 |                                   | [ 49 ]                            |
| Folke Persson                                 | 1962–1964                         | Generalkonsul                     |                                   | [ 50 ]                            |
| Bo Järnstedt                                  | 1964–1973                         | Generalkonsul                     |                                   | [ 51 ]                            |
| Karl Henrik Andersson                         | 1973–1976                         | Generalkonsul                     |                                   | [ 15 ]                            |
| Tore Högstedt                                 | 1976–1980                         | Generalkonsul                     |                                   | [ 52 ]                            |
| Arne Thorén                                   | 1980–1983                         | Generalkonsul                     |                                   | [ 18 ]                            |
| Lars Arnö                                     | 1983–1986                         | Generalkonsul                     |                                   | [ 33 ]                            |
| Nils-Rune Larsson                             | 1986–1987                         | Generalkonsul                     |                                   | [ 34 ]                            |
| Håkan Wilkens                                 | 1987–1988                         | Generalkonsul                     |                                   | [ 53 ]                            |
| Lave Johnsson                                 | 1989–1993                         | Generalkonsul                     |                                   | [ 20 ]                            |
| Honorärt generalkonsulat/konsulat (1993–idag) |                                   |                                   |                                   |                                   |
| Thomas R. Bolling                             | 15 februari 1994 – 2003           | Honorär generalkonsul             |                                   | [ 54 ] [ 55 ]                     |
| Kerstin Lane                                  | 1 maj 2003 – juni 2011            | Honorär generalkonsul             |                                   | [ 56 ] [ 57 ]                     |
| Ulf G. Anvin                                  | 21 november 2011 – 2015           | Honorär generalkonsul             |                                   | [ 58 ]                            |
| Gerd Sjögren                                  | 27 augusti 2015 – 2019            | Honorär generalkonsul             |                                   | [ 59 ]                            |
| Karin Moen Abercrombie                        | 2019–idag                         | Honorärkonsul                     |                                   |                                   |

## Fotnoter
1. ↑  Adressen till dagens honorärkonsulat som öppnade 1993 efter att generalkonsulatet stängt.
2. ↑  Generalkonsulatet har sitt ursprung i det honorära vicekonsulatet som öppnade 1852 som blev honorärkonsulat 1908, och konsulat 1913 och generalkonsulat 1943.